# Philippe Alexandre
Pour les articles homonymes, voir Alexandre.
Philippe Alexandre, né le 14 mars 1932 dans le 6e arrondissement de Paris et mort le 31 octobre 2022 à Rang-du-Fliers (Pas-de-Calais), est un journaliste et écrivain français.
Il a notamment été chroniqueur pour la radio RTL, de 1969 à 1996 tous les matins en semaine, et a également officié à la télévision dans diverses émissions de débats aux côtés notamment des journalistes Serge July et Christine Ockrent.

## Biographie

### Famille
Dans son ouvrage Ma tribu plus que française, Philippe Alexandre raconte l’ascension sociale et l’assimilation de sa famille israélite à partir du XVIIIe siècle, ainsi que la tragédie que fut, pour beaucoup de ses membres, la Seconde Guerre mondiale.

### Carrière
Philippe Alexandre débute dans le journalisme en 1951 comme rédacteur au quotidien français Combat, puis travaille successivement aux hebdomadaires Jours de France, Le Nouveau Candide et Le Figaro littéraire.
Pendant 27 ans, de 1969 à 1996, il est chroniqueur et éditorialiste sur l'antenne de la radio RTL, où il intervient chaque matin en semaine pour commenter l'actualité politique, avec humour et un sens de la formule. Il quitte la radio en 1996, après la fusion de la Compagnie Luxembourgeoise de Télédiffusion (CLT) avec le groupe allemand Bertelsmann.
À la télévision, de 1989 à 1992, il coanime l'émission politique Le Débat sur TF1 avec les journalistes Serge July et Michèle Cotta. Il poursuit sur France 3 dans À la une sur la 3 puis Dimanche soir de Christine Ockrent, toujours accompagné de Serge July. Il continue dans le même temps comme chroniqueur politique à BFM, France 3 et pour divers magazines.

### Mort
Philippe Alexandre meurt le 31 octobre 2022 à Rang-du-Fliers dans le Pas-de-Calais, commune proche du Touquet-Paris-Plage où il s'était installé à temps complet depuis un an,. Il est inhumé dans le cimetière du Touquet-Paris-Plage le 5 novembre.
Depuis plusieurs années, il était propriétaire d'une résidence secondaire au Touquet-Paris-Plage. Il était lié à la commune avec le « salon du livre du Touquet » où il était président du Prix du jeune romancier.

## Prises de position
Philippe Alexandre est connu pour avoir été très critique envers la femme politique Martine Aubry. Pour preuve, ses ouvrages (qui ont par ailleurs connu un vif succès) La Dame des 35 heures (écrit en collaboration avec Béatrix de L'Aulnoit, pamphlet virulent contre Martine Aubry, comme Alexandre le dit lui-même), et Trop d'impôts tue l'emploi ; ses critiques ont toutefois été jugées souvent excessives.
Il fut aussi l'un des premiers à remettre en cause le suicide du ministre Robert Boulin, ce qui lui valut un procès qu'il perdit.[réf. souhaitée]
Il a par ailleurs pris position en faveur de l'interdiction du parti Front national, affirmant : « On aurait eu trois semaines de protestations et on n’en aurait plus entendu parler. Mais, pour des raisons tactiques, le pouvoir [socialiste] a fait la courte échelle à Le Pen ».

## Caricature humoristique
Philippe Alexandre apparaît dans l'émission de télévision satirique Les Guignols de l'info sur la chaîne Canal+, où sa marionnette figure aux côtés de celle de Serge July dans plusieurs parodies de l'émission politique Dimanche soir présentée par Christine Ockrent.
Dans cette parodie, July et Alexandre sont deux acolytes toujours partants pour boire une liqueur de poire et manger des « cahuètes », sous couvert de mener un débat politique (qui ressemble plus à une discussion de comptoir dans un bistro). Dans les différents sketches, les phrases récurrentes de la marionnette d'Alexandre sont : « Chuis d'accord avec Cherge ! » et « Allez, M'ame Krissine, faites péter une poire et des cahuètes ! »

## Publications
- L'Adversaire du Général, Gaston Defferre, Solar, 1964
- Le Duel De Gaulle-Pompidou, Grasset, 1970
- Chronique des jours moroses 1969-1970, Presses de la Cité, 1971
- La Vie secrète de MONSIEUR LE, Grasset, 1982
- Paysages de campagne, Grasset, 1988
- Plaidoyer impossible pour un vieux président abandonné par les siens, Albin Michel, 1994
- Nouveaux paysages de campagne, Grasset, 1997
- Les Éléphants malades de la peste, Albin Michel, 2006
- L'Élysée en péril : les coulisses de Mai 68, Fayard, 2008
- Dictionnaire amoureux de la politique, Plon, 2011
- Notre dernier monarque, en collaboration avec Agnès Alexandre-Collier, Robert Laffont, 2016
- Ma tribu plus que française, Robert Laffont, 2017

### Avec Béatrix de L'Aulnoit

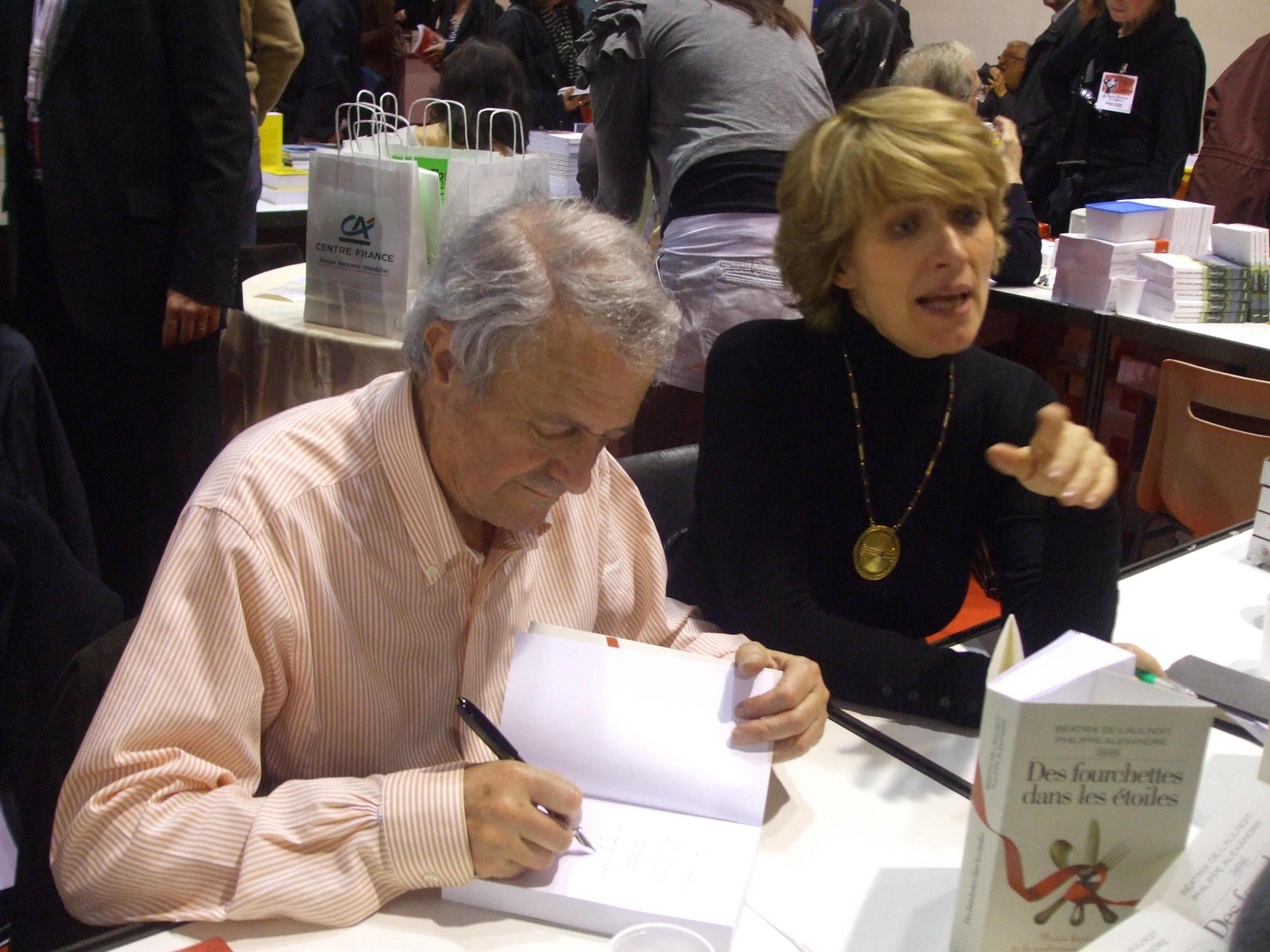
Philippe Alexandre et Béatrix de L'Aulnoit à la foire du livre de Brive-la-Gaillarde en 2010.

- La Dernière Reine, Victoria, Robert Laffont, 2000
- La Dame des 35 heures, Robert Laffont, 2002
- Le Roi Carême, Albin Michel, 2003
- La Dame à la cassette, Robert Laffont, 2004
- Trop d’impôts tue l’emploi, Robert Laffont, 2005
- Pour mon Fils pour mon Roi : la reine Anne, mère de Louis XIV, Robert Laffont, 2009 — prix Hugues-Capet 2009
- Des fourchettes dans les étoiles : brève histoire de la gastronomie française, Fayard, 2010
- Clementine Churchill. La Femme du Lion, Tallandier, 2015
- Thomas Cook 1808-1892. L'inventeur des voyages, Robert Laffont, 2018